# أوتارو ميجو
أوتارو ميجو (باليابانية: 舞城王太郎)‏ (1973 - ) روائي، ومترجم من اليابان.